# Danza de los zancos de Anguiano

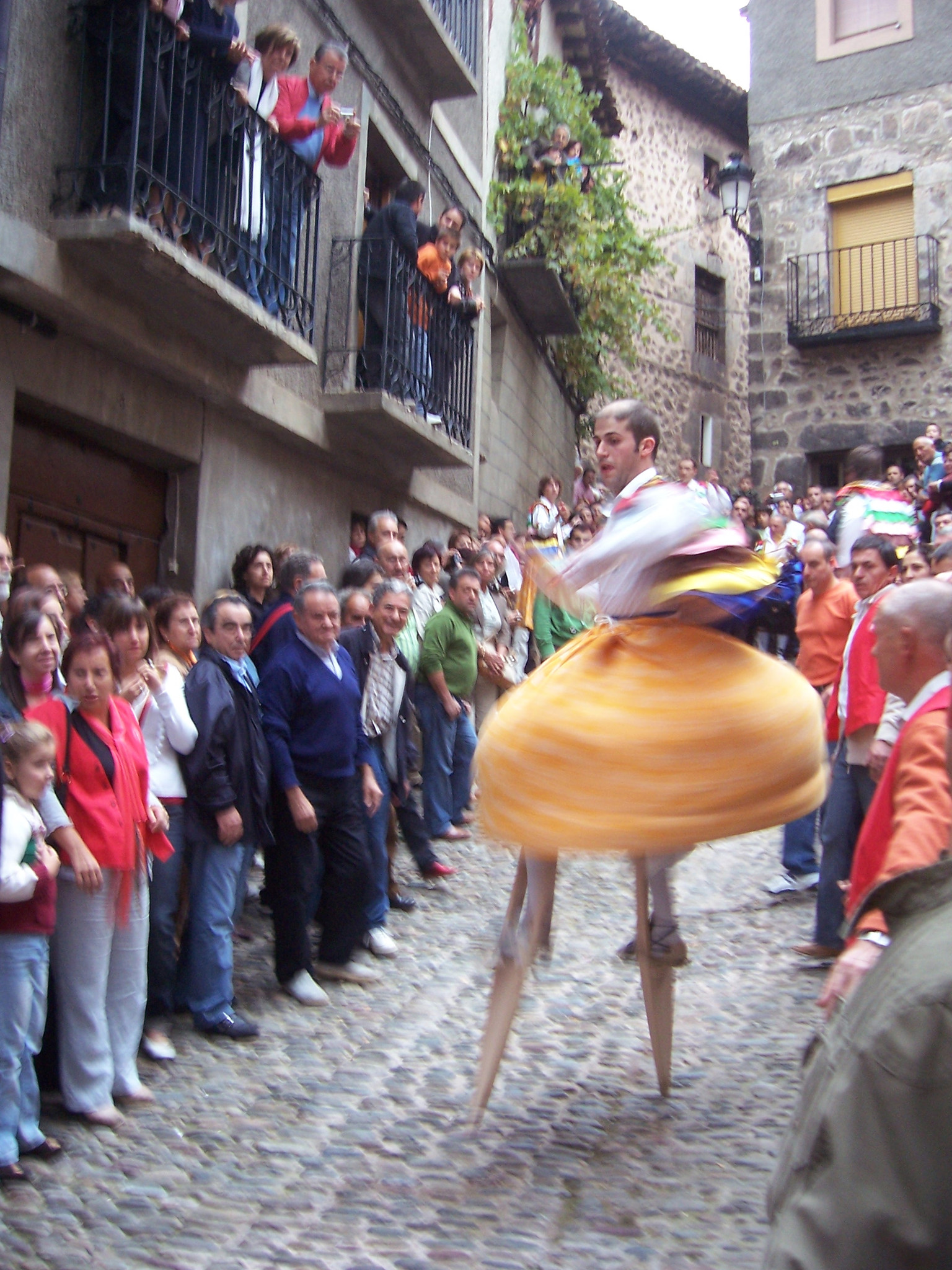
Danzador bajando la "Cuesta de los danzadores".

La Danza de los zancos es una fiesta folklórica tradicional declarada Bien de Interés Cultural de carácter inmaterial, que se celebra cada año en Anguiano en La Rioja (España). En ella ocho jóvenes del pueblo, provistos de zancos de 50 centímetros de altura y amplios faldones, se lanzan por una cuesta empedrada girando sobre sí mismos.

## Orígenes
Los zancos eran usados en la zona del alto Najerilla para recorrer zonas húmedas y en época de nevadas, aunque se desconoce el motivo por el cual se incorporó a las danzas de veneración a Santa María Magdalena. La primera referencia escrita es un documento municipal de mayo de 1603.

## Vestimenta

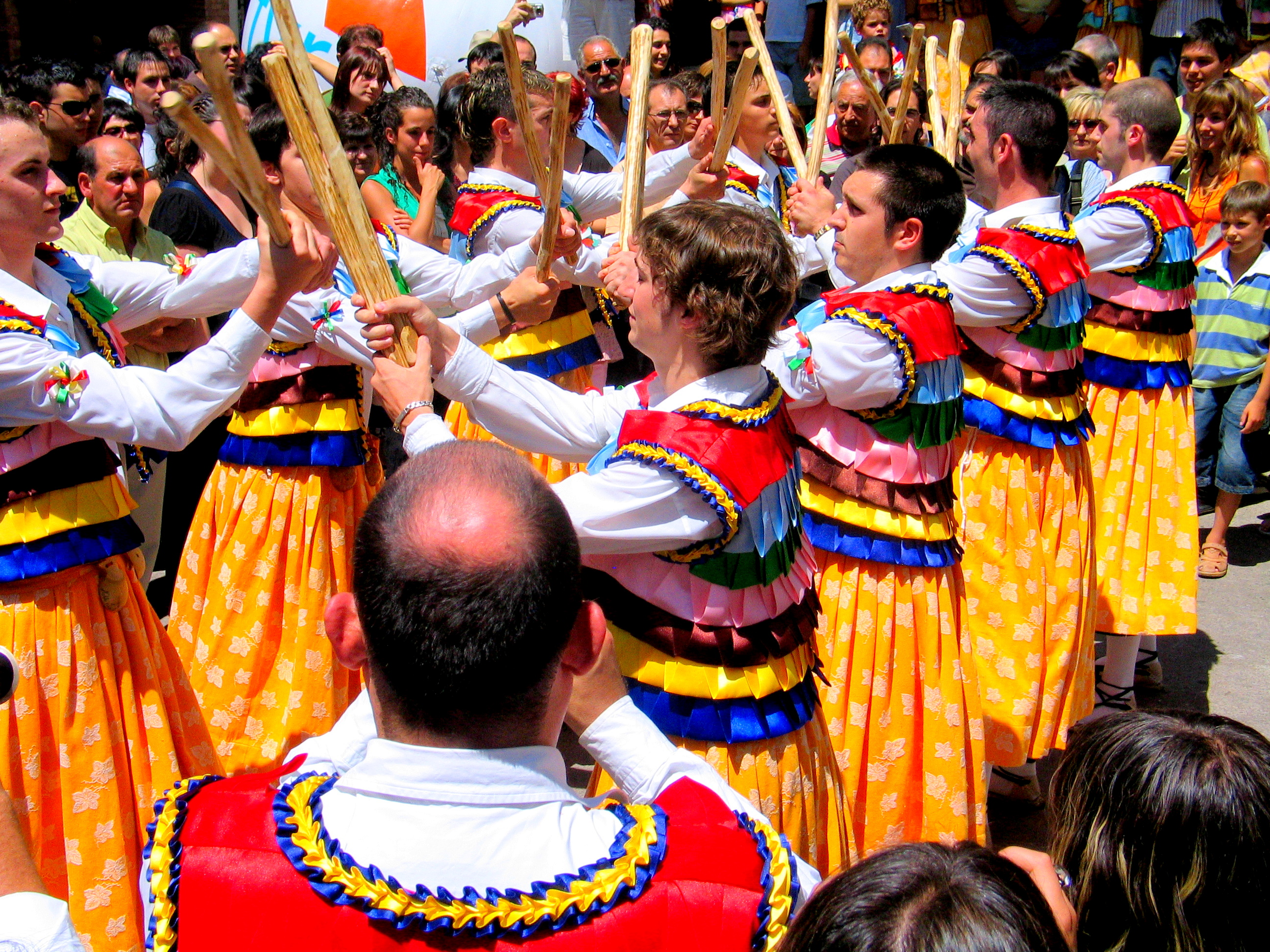
Otra danza de Anguiano, con los chalecos de colores.

- Zancos de madera de haya con un tamaño que ronda los 50 centímetros acabados en punta. Van sujetos al tobillo y a la rodilla  atados con cuerdas.
- Camisa blanca con adorno en las mangas.
- Chalecos con siete bandas horizontales con los colores rojo, azul celeste, verde, rosa, marrón, amarillo y azul.
- Pantalón negro rematado en la rodilla por una cinta de color.
- Enaguas
- Faldón amarillo adamascado.
- Faja azul.
- Medias blancas.
- Alpargatas de esparto blancas con cintas negras.
- Castañuelas hechas a mano con madera de boj.

## Danza

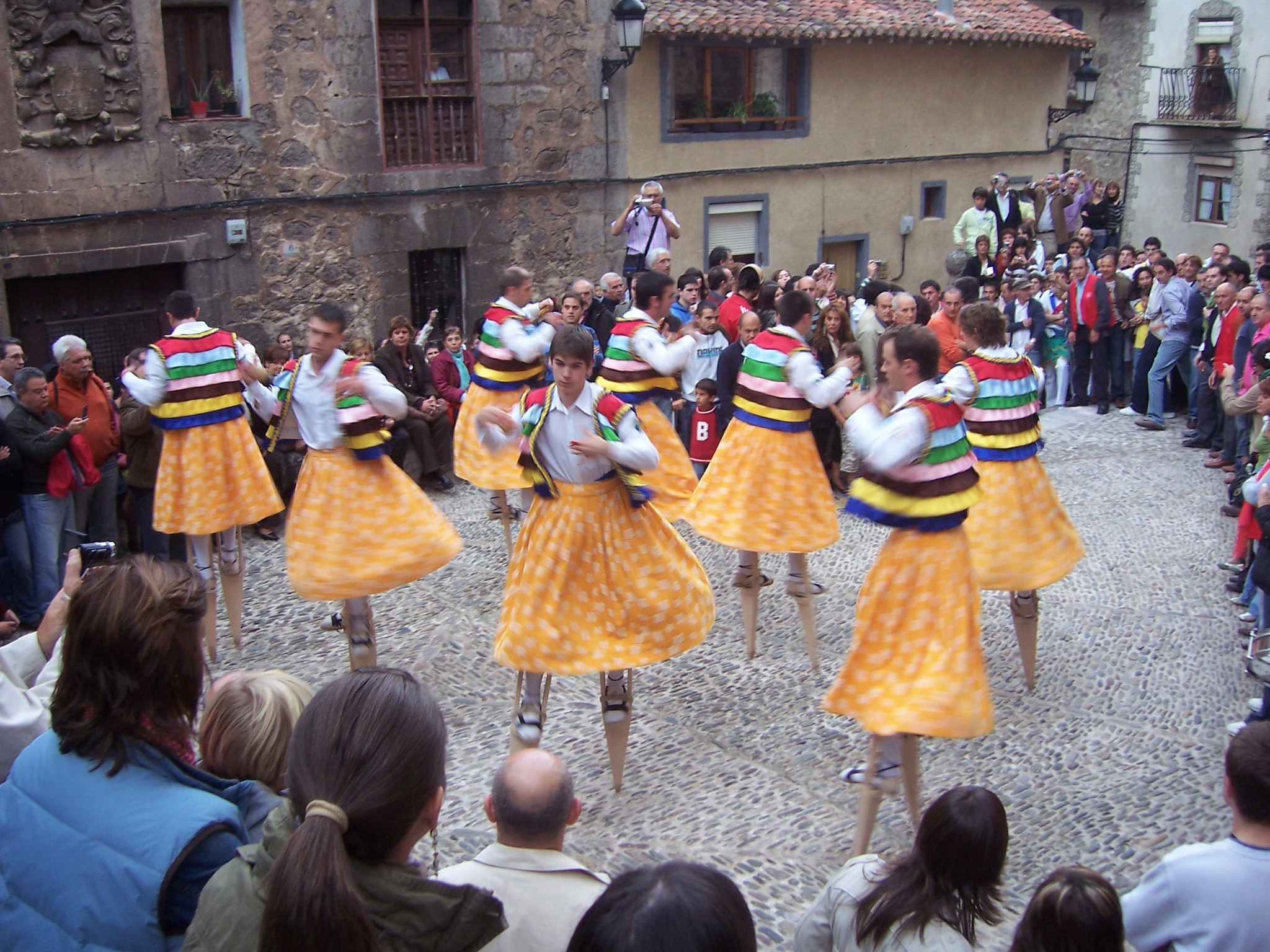
Danzadores en la plaza de la Obra.

Tras una misa, acompañan a la imagen de la Magdalena en su procesión junto con música de dos dulzainas y un tamboril. Comienzan en la plaza de la Obra, frente a la iglesia de San Andrés, delante de la imagen de la virgen con la danza llamada "El Agudo", posteriormente bajan girando individualmente los siete escalones entre la plaza y la calle Alta, dirigiéndose hacia la estrecha cuesta de 58 metros denominada "Cuesta de los danzadores", de los que descenderán 40 metros con una pendiente de casi un 20%. Por ella irán de uno en uno, girando mientras tocan las castañuelas hasta la plaza, donde se encuentra la gente, denominada "el colchón", que frena su caída. Mientras otros descienden, vuelven a subir la cuesta hasta encontrarse con los músicos que bajan poco a poco y volverán a tirarse hasta que los músicos lleguen a la plaza del ayuntamiento. Una vez allí sin zancos, faldón y castañuelas se realiza una danza con palos de avellano llamada "los troqueaos".
El descenso es muy complicado y se ayudan del vuelo del faldón, que al girar crea una "campana" de aire, proporcionándoles estabilidad. La falda es tan importante que el simple roce con el público durante la bajada puede desestabilizar al danzandor haciendo que acabe en el suelo.

## Fechas en las que se realiza

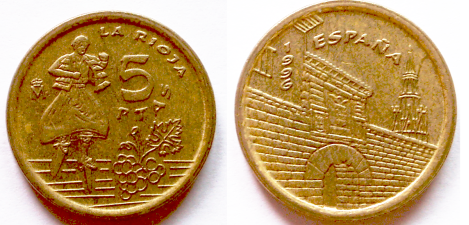
Danzador de Zancos inmortalizado en una de las variantes de las antiguas monedas de 5 pesetas.

El domingo anterior a la Ascensión los ocho jóvenes danzadores bajan la imagen de la Magdalena de su ermita hasta la iglesia del pueblo. Permanecerá en ella hasta las fiestas de Gracias el último sábado de septiembre, donde se traslada de nuevo a la ermita donde pasará el invierno.
- El 21 de julio por la tarde 20:00
- El 22 de julio, festividad de la Magdalena al mediodía tras la misa 14:00 y al atardecer 20:00.
- El 23 de julio por la mañana 14:00 y por la tarde 20:00
- El último fin de semana de septiembre, sábado y domingo mañana 14:00 y tarde 19:00.